# Mordechaj Anielewicz
Mordechaj Anielewicz (hebrejsky מרדכי אנילביץ׳‎, Mordechaj Anielevič; 1919 Wyszków – 8. května 1943 Varšava) byl vůdce židovského protinacistického odboje během druhé světové války a velitel Židovské bojové organizace, který vedl povstání ve varšavském ghettu. To se zapsalo do dějin jako největší židovské povstání během druhé světové války, a inspirovalo další vzpoury jak v ghettech, tak ve vyhlazovacích táborech.
Pocházel z chudé rodiny a vyrůstal ve Varšavě, kde se stal členem a posléze vůdcem sionistického mládežnického hnutí ha-Šomer ha-ca'ir. Po vypuknutí druhé světové války se zapojil do odbojových aktivit. Když se začaly objevovat první zprávy o masovém vyvražďování Židů, začal v ghettech organizovat židovské obranné skupiny. Po první vlně deportací z varšavského ghetta v červenci až září 1942 se zasadil o zřízení odbojového hnutí Židovská bojová organizace (ŻOB), které sdružovalo různé židovské skupiny, a stanul v jeho čele. V přípravě na povstání se ŻOB spolu s Židovským odbojovým svazem podílela na pašování zbraní do ghetta, výcviku, a budování bunkrů a úkrytů. Povstání započalo 18. ledna 1943 a podařilo se jím na tři měsíce zastavit deportace do vyhlazovacího tábora Treblinka. Jeho rozhodující fáze vypukla 19. dubna téhož roku, když početně i vojensky silnější německé jednotky začaly ghetto likvidovat. Nerovný boj trval celkem čtyři týdny. Němci při něm sice utrpěli ztráty, ale kromě malého počtu židovských odbojářů, kterým se podařilo uprchnout, byli zbývající Židé buď zabiti nebo deportování do vyhlazovacích táborů. Anielewicz a jeho druhové zemřeli ve velitelském bunkru v obklíčení německými vojáky, kteří se je pokoušeli vypudit plynem, a to buď na následky jeho vdechnutí, či spáchali sebevraždu, aby se vyhnuli zajetí.

## Život před válkou
Narodil se v roce 1919 v malém městě Wyszków v meziválečném Polsku do chudé rodiny Abrahama a Cirely Anielewiczových. Jeho rodiče provozovali malý obchod s potravinami, a když se narodil, rozhodli se přestěhovat do hlavního města Varšavy, vzdálené asi padesát kilometrů jihozápadně, doufajíce ve zlepšení své finanční situace. Rodina žila v chudinské čtvrti Powiśle, kde se rozrostla o další tři děti: syna Pinchase a dcery Evu a Fridu. I ve Varšavě se potýkala s chudobou a zároveň i s rostoucím antisemitismem.
Základní školu absolvoval s vyznamenáním, díky čemuž získal stipendium ke studiu na soukromém židovském chlapeckém lyceu Laor v ulici Nalewki. Exceloval zejména v humanitních předmětech a působil jako mluvčí třídy. Během středoškolských studií si zvolil přezdívku Aniołek (česky: andílek), kterou používal i později v odboji, coby slovní hříčku spojující jeho příjmení a vzhled. V roce 1933 se ve čtrnácti letech stal členem revizionisticko-sionistického mládežnického hnutí Bejtar, na němž ho přitahovaly jeho polovojenské tábory, disciplína a bojovný duch. Postupem času mu však Bejtar přišel buržoazní, a tak jej po necelých dvou letech v roce 1935 opustil, a stal se členem levicově orientovaného sionistického mládežnického hnutí ha-Šomer ha-ca'ir. Navzdory svému útlému věku se přihlásil do kurzu pro instruktory a následně vedl jednu ze skupin hnutí. Kladl důraz na studium hebrejštiny a sionistické uvědomění. V té době se seznámil se svou budoucí přítelkyní, o rok mladší Mirou Fuchrerovou. V roce 1938 úspěšně odmaturoval a o rok později se stal členem vedení ha-Šomer ha-ca'ir.

## Druhá světová válka
Dne 7. září 1939, tedy týden po vypuknutí druhé světové války a německé invazi do Polska, Anielewicz unikl s většinou členů vedení svého hnutí z Varšavy na východ do města Kovel s nadějí, že polská armáda zpomalí německý postup. Odtud se vydal směrem k rumunské hranici s cílem otevřít trasu, kudy by mladí Židé mohli odejít do britské mandátní Palestiny, zatímco jeho přítelkyně Mira Fuchrerová vyrazila do Vilna (dnešní Vilnius v Litvě), kde pro sebe chtěla získat vízum k opuštění země. Anielewicze však na cestě k rumunské hranici zajali vojáci sovětské Rudé armády, která v souladu s paktem Ribbentrop–Molotov obsadila východní Polsko, a na několik dní jej uvěznili. Po propuštění se vrátil do Varšavy, kterou již okupovala německá armáda. Koncem roku 1939 odjel tajně na několik týdnů do Vilna, obsazeného Rudou armádou. Ve městě již tou dobou bylo množství uprchlíků, členů mládežnických hnutí a politických uskupení, včetně příslušníků ha-Šomer ha-ca'ir. Anielewicz požadoval, aby se s ním část členů jeho hnutí vrátila do okupovaného Polska, kde by pokračovali ve vzdělávacích, kulturních a politických aktivitách v odboji. Spolu se svou přítelkyní patřil mezi první dobrovolníky.

### Aktivity vodboji azřízení ghetta

Mapa Varšavy s vyznačenou hranicí ghetta

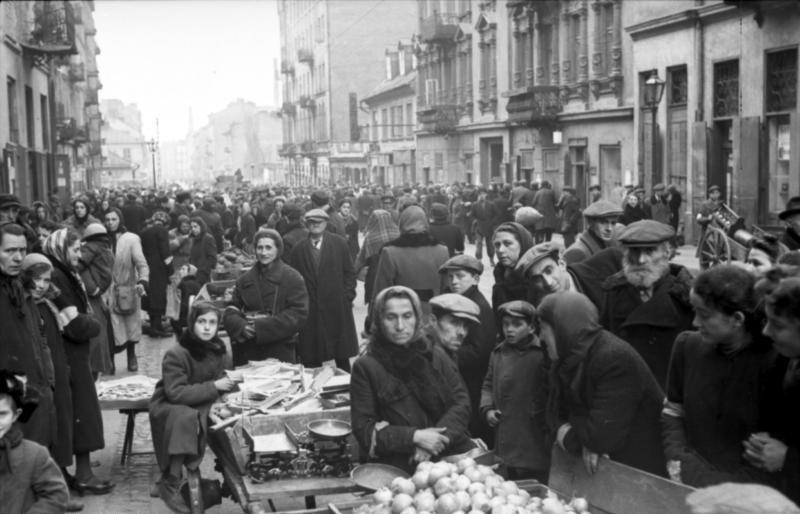
Tržiště v ghettu, květen 1941

Po návratu do Varšavy se v lednu 1940 zapojil do odbojových aktivit. Jakožto vůdce místního ha-Šomer ha-ca'ir organizoval skupiny členů, jejich setkání, semináře, tajně navštěvoval odbojové skupiny v jiných městech a založil podzemní noviny Neged ha-zerem (hebrejsky: נגד הזרם‎, doslova „Proti proudu“). Počátkem dubna 1940 začala z nařízení německé okupačné správy výstavba varšavského ghetta v částech města převážně osídlených Židy. Zakládání ghett bylo součástí tzv. konečného řešení židovské otázky, a Němci do nich zavírali Židy předtím, než je poslali na smrt do koncentračních táborů. Zdejší se rozkládalo na ploše 3,4 km² a postupně kolem něj vyrostla až tři metry vysoká zeď s ostnatým drátem. V polovině října téhož roku bylo oficiálně zřízeno a do poloviny listopadu do něj Němci nahnali Židy ze zbývajících částí Varšavy a okolí. Podle odhadů se na malé ploše, zabírající přibližně 2,4 % rozlohy města, tísnilo na 400 tisíc Židů, představujících 30 % všech obyvatel města. Jednalo se tak o největší ghetto v Německem okupované Evropě. Kromě extrémního přelidnění, kdy v jednom bytě muselo žít v průměru až sedm rodin, představovaly hlavní problémy varšavského ghetta nedostatek potravin a epidemie infekčních onemocnění. Zásobování potravinami bylo nedostatečné a i přes riskantní pašování dalších potravin z oblastí mimo ghetto (z tzv. „árijské“ části města) lidé umírali na hladomor. V roce 1941 v ghettu propukla epidemie tyfu, která decimovala místní obyvatelstvo. Celkem před zahájením deportací v létě 1942 zahynulo na následky hladomoru a epidemií na 83 tisíc Židů. V říjnu 1941 navíc německá okupační správa v Polsku vydala nařízení, že každý Žid, dopadený mimo ghetto bez platného povolení, bude popraven.
S příchodem prvních zpráv o masovém vyvražďování Židů koncem roku 1941 začal Anielewicz ve varšavském ghettu okamžitě organizovat obranné židovské skupiny. Jeho první pokus o napojení se na polský odboj, podléhající polské exilové vládě v Londýně, však skončil neúspěchem. V březnu a dubnu 1942 patřil Anielewicz mezi zakladatele tzv. antifašistické skupiny. Ani ta však neměla dlouhého trvání a nakonec byla rozpuštěna.

### Počátek deportací
V létě 1942 Anielewicz tajně navštívil Horní Slezsko v jihozápadním Polsku s cílem zorganizovat ozbrojený odboj. Ve stejném období zahájily německé úřady tajnou operaci Großaktion Warschau, jejímž cílem byla likvidace Židů z varšavského ghetta ve vyhlazovacích táborech. Jimi zřízené židovské radě Judenrat, která měla na starosti správu ghetta, oznámily, že každý den musí být vypraven transport s 6 tisíci Židy, bez ohledu na pohlaví a věk, kteří v rámci přesídlovacího programu odjedou do pracovních táborů na východ. První z nich vyrazil 22. července 1942, tedy v předvečer židovského svátku Tiš'a be-av, který je nejsmutnějším dnem židovských dějin, a směřoval do nově zřízeného vyhlazovacího tábora Treblinka, nacházejícího se asi sto kilometrů severovýchodně od Varšavy. Do 12. září 1942, to jest za méně než dva měsíce, německé úřady z varšavského ghetta deportovaly na 300 tisíc Židů. Celkem 265 tisíc z nich směřovalo do Treblinky, kde byli zavražděni v plynových komorách. Více než 10 tisíc Židů Němci zavraždili při deportacích a 11 850 Židů úřady poslaly do táborů na nucené práce. Po skončení první vlny deportací v polovině září 1942 zůstalo v ghettu zhruba 55 až 60 tisíc Židů.

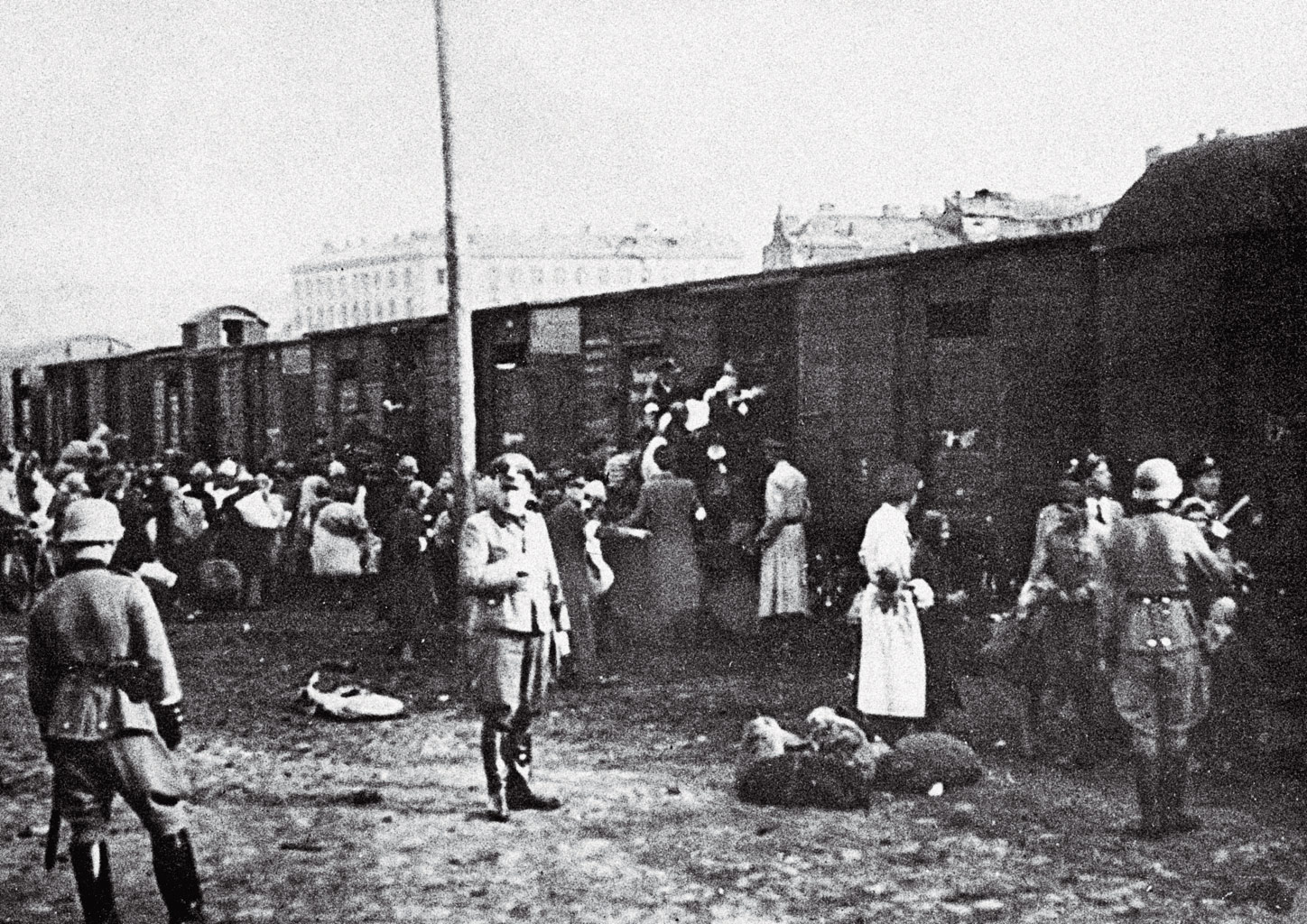
Židé z varšavského ghetta nastupují na náměstí Umschlagplatz v rámci deportace do vlaku do vyhlazovacího tábora Treblinka, 1942

Když se Anielewicz dozvěděl o probíhajících deportacích, urychleně se vrátil zpět do Varšavy, kde v ghettu apeloval na představitele Judenratu, aby souhlasili s ozbrojeným odbojem. Ti se něčeho takového obávali ze strachu z možné německé odvety, nakonec však jeho názor, podpořený dalšími mladými členy odboje (zejména Jicchakem Zuckermanem) převládl. Dne 28. července 1942 tak vzniklo odbojové hnutí Židovská bojová organizace (polsky Żydowska Organizacja Bojowa, zkráceně ŻOB), sestávající ze členů Antifašistického bloku, sionistických mládežnických organizací ha-Šomer ha-ca'ir, Dror, Cukunft a Akiva, a politických stran Bund, Poalej Cijon a Polské dělnické strany. Jeho vůdcem se v listopadu téhož roku stal Anielewicz, který si mezi svými druhy vysloužil respekt za zajištění zbraní, finančních prostředků a potrestání zrádců (kolaborantů, informátorů a příslušníků židovské policie). Druhým židovským odbojovým hnutím v ghettu byl Židovský vojenský svaz (polsky: Żydowski Związek Wojskowy, zkráceně ŻZW), založený již v roce 1939, který tvořili někdejší židovští důstojníci Polské armády a členové revizionisticko-sionistického mládežnického hnutí Bejtar. Obě odbojová hnutí se přes počáteční napětí dohodla na vzájemné spolupráci.

### Povstání ve varšavském ghettu
Od konce září 1942 začali Židé ve varšavském ghettu budovat opevněné bunkry a úkryty, jichž do ledna 1943 postavili na šest set. Mezi sebou byly navzájem propojeny kanalizační sítí nebo rozvodem vody či elektřiny. V říjnu 1942 se Židovské bojové organizaci podařilo navázat kontakt s polskou odbojovou Zemskou armádou (polsky: Armia Krajowa), díky čemuž dokázala do ghetta propašovat malé množství zbraní a výbušnin. V pašování zbraní do ghetta pomáhala také komunistická Lidová garda (polsky: Gwardia Ludova). Každý bojovník měl pistoli a několik ručních granátů (řadu z nich podomácku vyrobenou) nebo Molotovových koktejlů. Panoval však nedostatek munice a těžších zbraní – k dispozici bylo pouze několik pušek, pozemních min a jeden samopal.
Dne 18. ledna 1943 Němci obnovili deportace. Anielewicz se spolu s ostatními členy ŻOB a ŻZW rozhodl jednat. Dvanáct z nich se vmísilo do skupiny odváděných Židů, a na smluvený signál zaútočili s pistolemi na německé vojáky. Při následném zmatku se části deportovaných Židů podařilo uprchnout. Většina odbojářů při útoku zemřela. Anielewiczovi, který mu velel, se však podařilo uprchnout. Poté, co Němci zajali 5 000–6 500 obyvatel ghetta k transportu (podle původního plánu mělo jít o 8 000 osob), pozastavili k 21. lednu veškeré deportace z Varšavy. Tento první případ ozbrojeného odporu měl velký význam. Mimo jiné vedl k větší ochotě polského podzemí poskytnout židovskému odboji zbraně. Ne všechny zbraně však pocházely od podzemních skupin; část jich ŻOB kupovala od překupníků se zbraněmi. Lednový počátek vzpoury se stal předehrou pro hlavní část povstání, k níž došlo o tři měsíce později. Během těchto tří měsíců, od ledna do dubna 1943, probíhaly pod Anielewiczovým vedením intenzivní přípravy na další střet s Němci. Rozhodl se pro použití partyzánského způsobu boje a využití rozsáhlé sítě tunelů, bunkrů, střech a momentu překvapení. Věřil, že s dostatečným množství zbraní by mohli Židé v ghettu odolávat celé měsíce. Den poté, co Němci pozastavili deportace, napsal jménem Židovské bojové organizace otevřený dopis lidem z ghetta:
22. ledna 1943 uplyne šest měsíců ode dne, kdy začaly deportace z Varšavy. Všichni pamatujeme na dny teroru, během nichž bylo 300 tisíc našich bratrů a sester krutě zavražděno v Treblince. (…) Musíme pochopit, že nacističtí vrazi nás nechávají žít pouze proto, aby nás využili k práci. (…) Jsme otroky, a až jim nebudeme užiteční, zabijí nás. (…) Židé, naše hodina se blíží. Musíte být připraveni vzdorovat, ne jít jako ovce na porážku.

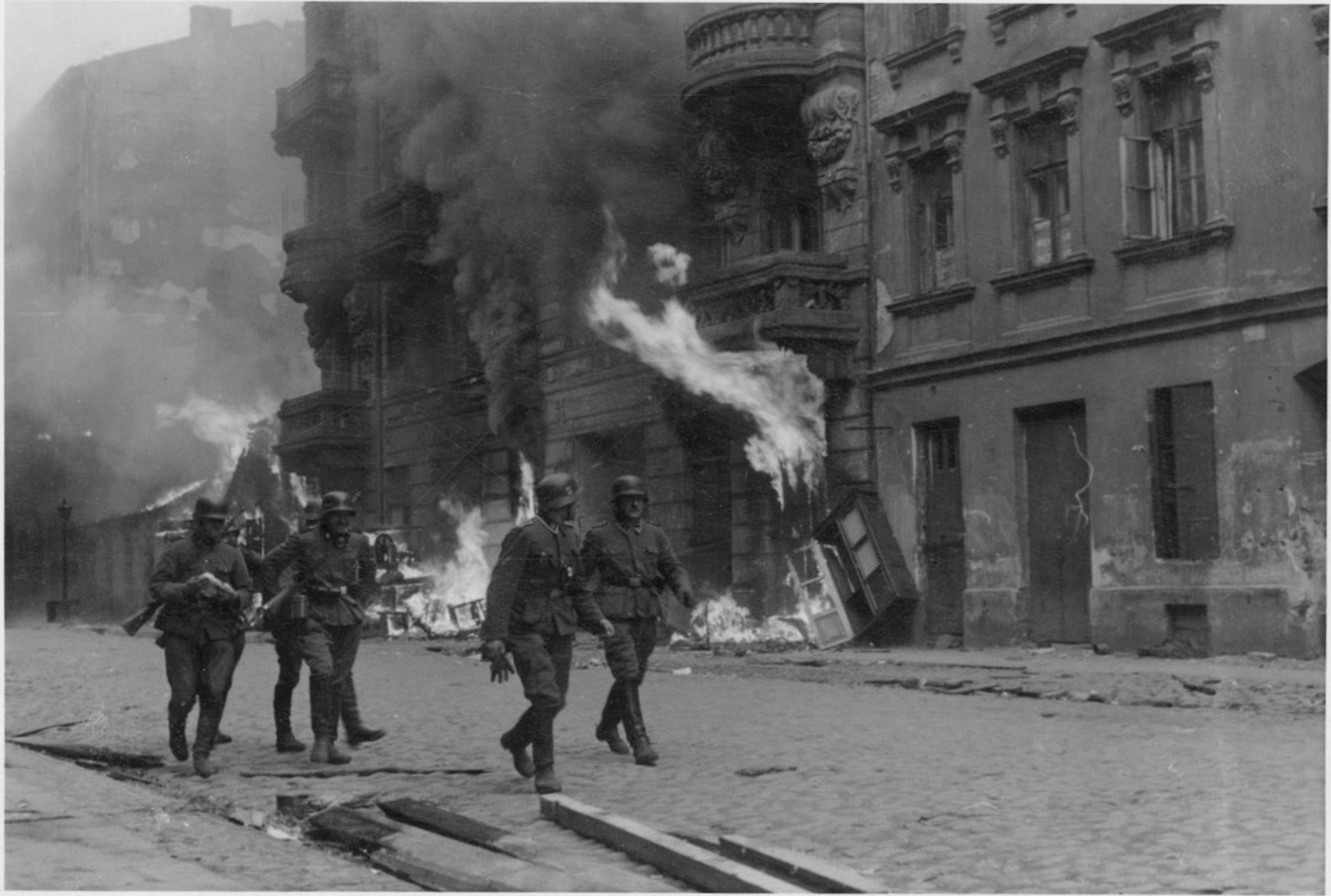
Příslušníci SS před hořící budovou v ghettu, duben až květen 1943

Konečná likvidace ghetta a deportace zbývajících Židů začala 19. dubna v šest hodin ráno, den před narozeninami Adolfa Hitlera a tento rok zároveň den před začátkem židovského svátku Pesach, který připomíná vyjití Židů z egyptského otroctví a získání svobody. Velel jí Ferdinand von Sammern-Frankenegg, který do ghetta poslal 850 vojáků (německých a ukrajinských) s šestnácti důstojníky, jež doprovázel lehký tank a dva obrněné vozy. Členové židovských odbojových skupin zaútočili na zástup německých vojáků pistolemi, granáty a Molotovovými koktejly ze střech, balkónů, oken, dveří a přilehlých dvorů. Přestože měli Němci vojenskou převahu, nebyli připraveni na partyzánský způsob boje, s nímž se setkali. Židé měli naproti tomu dokonalou znalost prostředí v němž se pohybovali, mohli spoléhat na množství úkrytů, a díky propojení jednotlivých domů představovali obtížný terč. Po dvou hodinách bojů se Němci stáhli. Von Sammern-Frankenegg chtěl následně z Krakova povolat k útoku na ghetto bombardéry, ale tato myšlenka mu byla rozmluvena. Himmler, jehož zpráva o neúspěšné operaci rozzuřila, jej zbavil velení, a na jeho místo dosadil SS-Gruppenführera Jürgena Stroopa. Ten mobilizoval přibližně 1 300 mužů a další vojenskou techniku. V jedenáct hodin dopoledne vojáci pod novým velením vstoupili do ghetta, kde se opět setkali s tvrdým odporem přibližně 750 židovských obránců. Stroop nasadil dělostřelectvo a vyslal vojáky, aby hledali ukrývající se Židy. Odpoledne téhož dne došlo k symbolické události, když dva židovští chlapci vyšplhali na střechu jednoho z domů, kde vyvěsili polskou a židovskou vlajku. Obě sice byly trnem v oku nejenom Stroopovi, ale i Himmlerovi, přesto však na tomto místě vydržely čtyři dny. Večer prvního dne Stroop své muže stáhl.
V průběhu následujících dnů se Němcům podařilo urputný odpor částečně zlomit s použitím dělostřelectva a plamenometů. Žár ohně a kouř donutil řadu Židů opustit své úkryty, někteří se rozhodli spáchat sebevraždu skokem z oken hořících domů, či se jim podařilo uniknout kanalizací, která byla i po vybudování ghetta nadále propojena s nežidovskou částí města. Počínaje třetím dnem střetu změnil Stroop taktiku a snažil se vyhnout přímé konfrontaci, aby snížil počet německých ztrát. Ještě intenzivněji nechal nasadit plamenomety s dělostřelectvem, a nově též letectvo. Tisíce ukrývajících se Židů uhořelo zaživa. Židovské velitelství na Muranowském náměstí po čtyřech dnech bojů padlo. Většina obránců byla mrtvá nebo zraněná a několika se podařilo uprchnout mimo ghetto. Anielewicz si tak musel najít jiné místo, odkud by mohl koordinovat boje. Tím se 23. dubna stal bunkr pod domem v ulici Miła č. 18. Z téhož dne pochází Anielewiczův poslední dopis, který adresoval svému příteli Jicchaku Zuckermanovi, členovi vedení ŻOB, jenž působil mimo ghetto jako spojka s polským podzemím:
Je nemožné vyjádřit slovy, čím jsme prošli. Jedna věc je však jasná. To, k čemu došlo, předčilo naše nejsmělejší sny. Němci z ghetta prchli dvakrát. Jedna z našich rot vzdorovala 40 minut a další více než 6 hodin. Mina, nastražená v oblasti, kde žijí výrobci kartáčů, explodovala. Řada našich rot zaútočila na rozptýlené Němce. Naše ztráty na životech jsou minimální. To je rovněž úspěch. (…) Cítím, že se děje něco velkého, a to, k čemu jsme se odvážili, má mimořádný význam…

Ode dneška přecházíme na partyzánskou taktiku. Dnes večer vyrazí tři roty s dvěma úkoly: průzkum a získání zbraní. Pamatuj, zbraně s krátkým dostřelem nám jsou k ničemu. Takové zbraně používáme pouze vzácně. Co nutně potřebujeme jsou granáty, pušky, samopaly a výbušniny.
Je důležité popsat podmínky, v jakých dnes Židé žijí v ghettech. Odolá nás pouze několik. Zbytek dříve či později zemře. Jejich osud je rozhodnut. Prakticky ve všech skrýších, kde se skrývají tisíce lidí, není pro nedostatek vzduchu možné zapálit svíčku.

S pomocí radiového přijímače jsme zachytili úžasnou zprávu o našem boji vysílanou rozhlasovou stanicí Šavit. Skutečnost, že se o nás ví i mimo zdi ghetta nás povzbuzuje v našem boji. Mír buď s Tebou, můj příteli! Možná se ještě setkáme! Můj největší sen se stal skutečností. Sebeobrana v ghettu bude realitou. Židovský ozdbrojený odpor a msta jsou skutečností. Jsem svědkem velkolepého a hrdinského boje Židů v bitvě.
Mordechaj Anielewicz, 23. dubna 1943

### Smrt apotlačení povstání

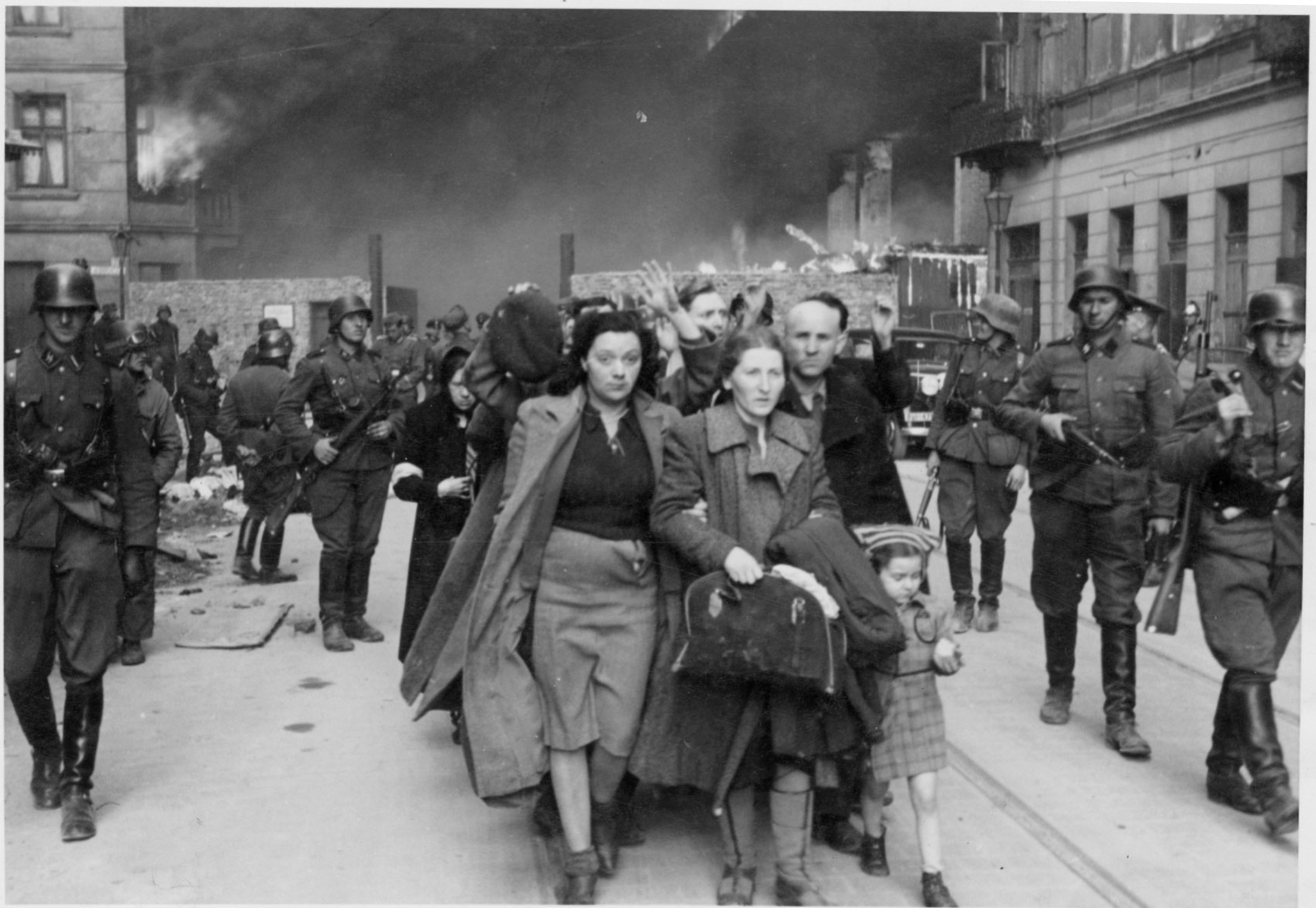
Židé z ghetta zajatí po potlačení povstání, duben až květen 1943

Do 25. dubna se Němcům podařilo zajmout nejméně 25 500 Židů. Ke konci měsíce bylo mnoho bunkrů a skrýší odhaleno a většina domů vypálena nebo srovnána se zemí. Dne 7. května vyrazila z velitelského bunkru pod domem v ulici Miła č. 18 složitou kanalizační soustavou skupina, vedená Cvijou Lubetkinovou, s cílem najít únikovou cestu z ghetta. O den později ovšem bunkr objevili Němci – tou dobou se v něm tísnilo na tři sta lidí, včetně Anielewicze, jeho přítelkyně a dalších. Němečtí vojáci do opevněného velitelství vháněli hadicemi plyn, s cílem vypudit ukrývající se židovské bojovníky na povrch. Ti se před ním snažili uprchnout, ale většina ústupových cest byla blokována. Z bunkru se nakonec do kanalizační sítě podařilo proniknout pouze hrstce z nich (mimo jiné Tosje Altmanové), ostatní – včetně Anielewicze – zemřeli buď na otravu plynem nebo spáchali sebevraždu, aby se vyhnuli zajetí.
Několik dní před definitivním potlačením povstání a krátce po zničení velitelského bunkru se podařilo uskutečnit záchrannou operaci, při níž bylo zhruba osmdesát židovských bojovníků převedeno kanalizačním systémem do tzv. árijské části města, a odvezeno do bezpečí. Celou akci zorganizoval Jicchak Zuckerman a Kazik Rathajzer, a podařilo se jejím prostřednictvím zachránit mimo jiné i přeživší přední představitele povstání – Cviju Lubetkinovou a Marka Edelmana.

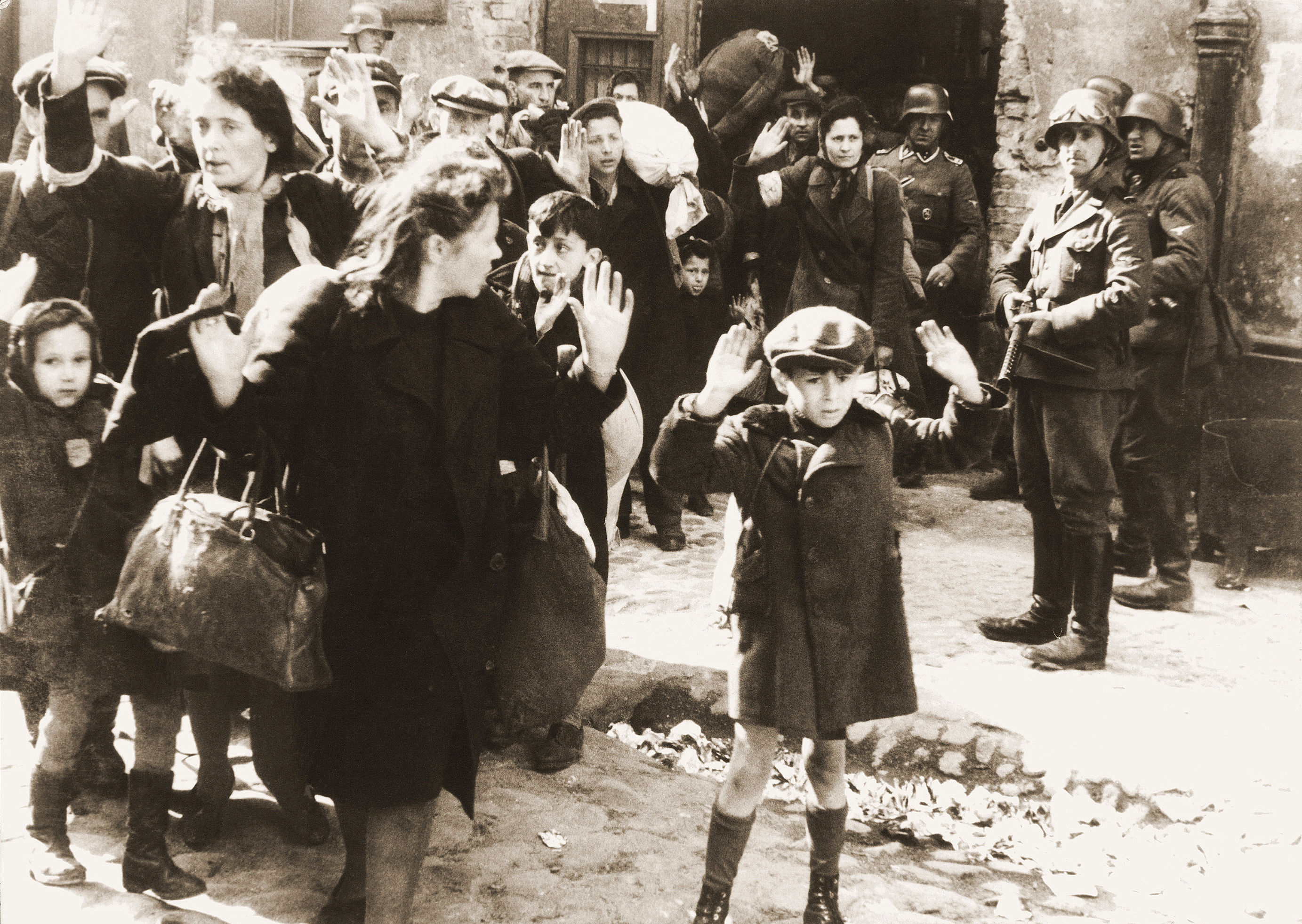
Židé z ghetta zajatí po potlačení povstání, duben až květen 1943

Přestože Němci plánovali zničit ghetto během tří dnů, boje trvaly celkem čtyři týdny a podařilo se jim je definitivně potlačit až 16. května 1943, kdy ho velitel operací Jürgen Stroop symbolicky ukončil vyhozením Velké synagogy ve Varšavě do povětří. Přesto ještě po mnoha měsících podnikali zbylí přeživší Židé útoky na německé hlídky. Z těch, kterým se podařilo z ghetta utéct, se stali partyzáni, často ale byli na útěku zastřeleni nebo prozrazeni. Po jeho likvidaci se v tzv. árijské části města ukrývalo až 20 tisíc Židů. Velká část z nich později bojovala po boku Poláků při varšavském povstání v roce 1944.
Podle oficiální německé zprávy, sepsané Jürgenem Stroopem, zajala německá armáda 56 065 Židů a zničila 631 bunkrů. Odhadl, že při povstání zemřelo 7 tisíc Židů, přičemž dalších 7 tisíc německé úřady deportovaly do Treblinky. Zbývající Židy, tedy přibližně 42 tisíc osob, deportovaly do koncentračního a vyhlazovacího tábora Majdanek a pracovních táborů Poniatowa, Trawniki, Budzyn a Kraśnik. S výjimkou několika tisíc vězňů v táborech Budzyn a Kráśnik byli zbývající varšavští Židé z ostatních táborů zavražděni v listopadu 1943 během německé operace Aktion Erntefest.
Osud ostatků Anielewicze a jeho druhů padlých ve velitelském bunkru není přesně znám. Jejich těla mohla být spolu s ostatními židovskými oběťmi odnesena do nedalekého krematoria. Podle nápisu na památníku u někdejšího bunkru však těla zde zemřelých obětí nebyla po válce exhumována.
Povstání ve varšavském ghettu bylo největším a ze symbolického hlediska nejdůležitějším židovským povstáním druhé světové války, a inspirovalo další povstání jak v ghettech, tak ve vyhlazovacích táborech. K datu povstání ve varšavském ghettu se vztahuje připomínání obětí a přeživších holocaustu a židovského odboje, které se v Izraeli od roku 1953 koná 27. dne židovského měsíce nisan na Jom ha-šo'a.

## Ocenění
Na základě rozkazu L.400/BP ze dne 25. července 1944 udělila polská exilová vláda Anielewiczovi posmrtně vojenské vyznamenání Kříž za chrabrost (polsky: Krzyż Walecznych), určené osobám, které na bitevním poli prokázaly statečnost a odvahu. Následující rok jej Polská lidová armáda 18. dubna 1945 posmrtně ocenila Řádem grunwaldského kříže (polsky: Order Krzyża Grunwaldu) třetího stupně, který byl udílen za statečnost a zásluhy v boji s nacistickým Německem.

## Památka

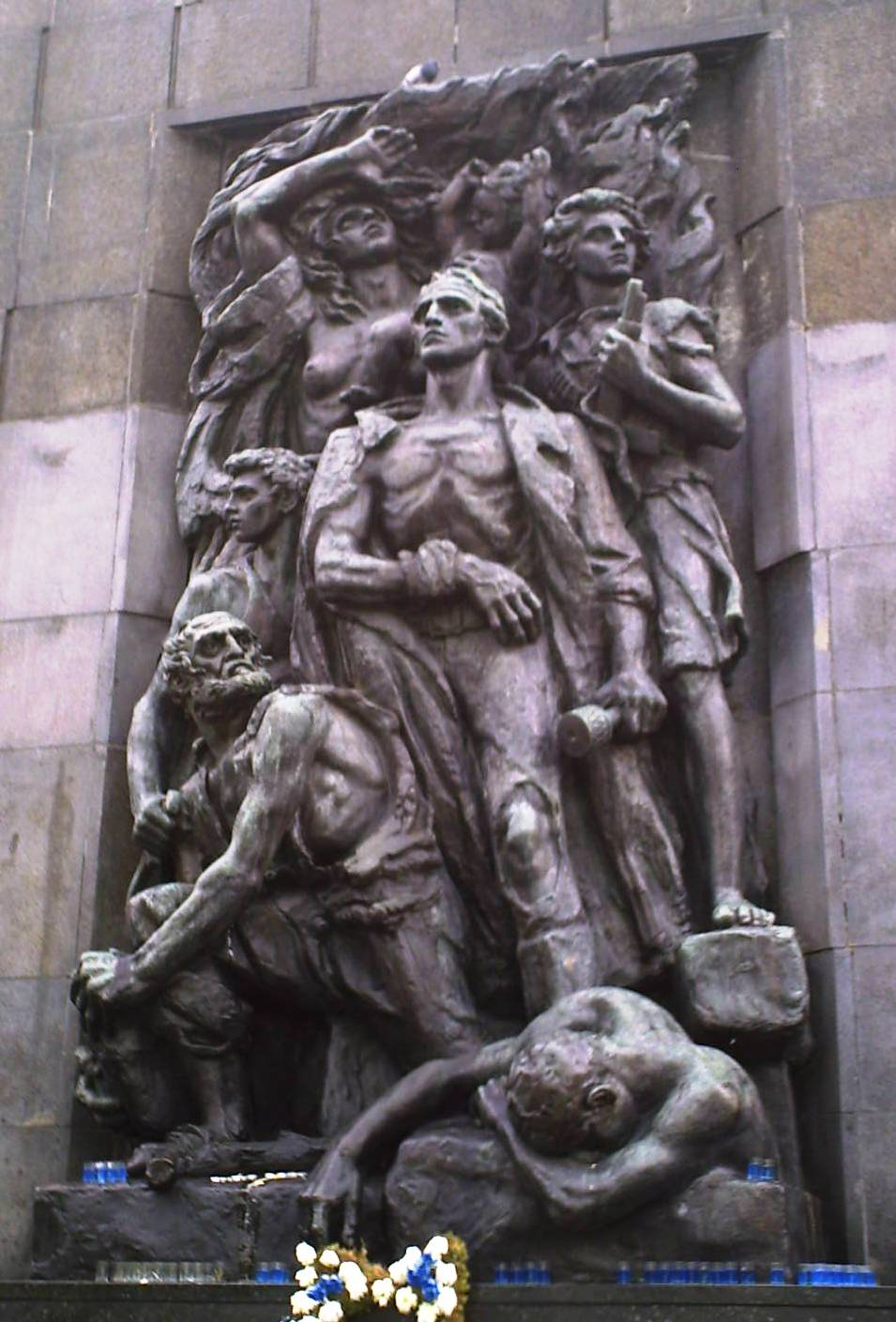
Skulptura „povstání ve varšavském ghettu“, která je součástí Pomníku hrdinů ghetta ve Varšavě. Anielewicz je v popředí stojící postava držící ruční granát.

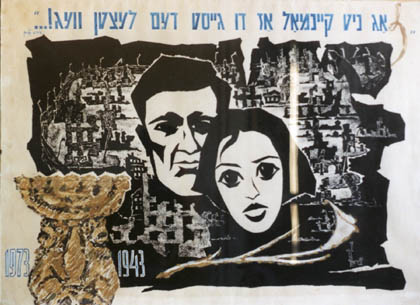
Kresba Anielewicze a jeho přítelkyně Miry Fuchrerové na pozadí ruin varšavského ghetta z roku 1973

V posledních fázích druhé světové války došlo k vytvoření jednotky v rámci Lidové gardy, tvořené přeživšími členy varšavského ghetta, která nesla Anielewiczovo jméno – Oddział im. M. Anielewicza.

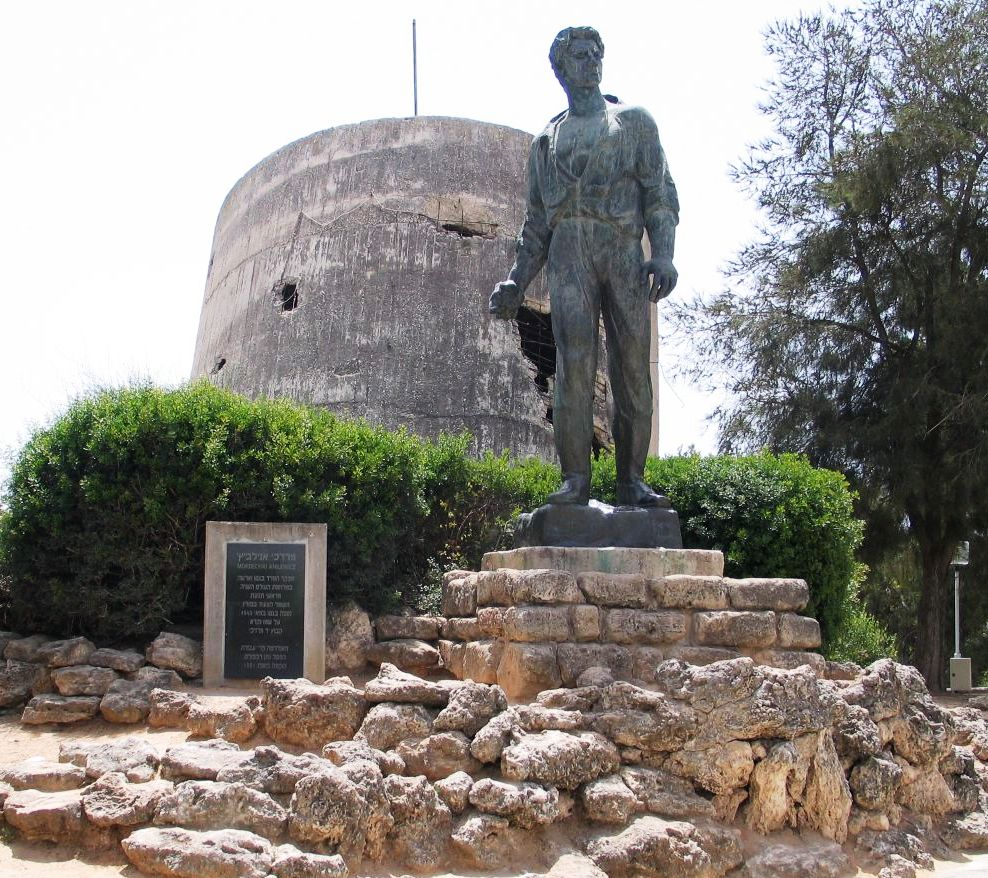
Anielewiczova socha v izraelském kibucu Jad Mordechaj

Na jeho počest je pojmenovaná celá řada míst. Již v roce 1943 byl v britské mandátní Palestině založen kibuc Jad Mordechaj (doslova „Památník Mordechaje“), kde od roku 1951 stojí Anielewiczova bronzová socha z dílny sochaře Natana Rapaporta. Stejný sochař vytvořil rovněž skulptury, jež jsou součástí Pomníku hrdinům ghetta ve Varšavě, slavnostně odhaleného v roce 1948. V popředí jedné z nich je postava Anielewicze, jenž – ač zraněný – odhodlaně hledí kupředu a v ruce třímá ruční granát. Prakticky identické skulptury vytvořil Rapaport též pro památník obětí a hrdinů holocaustu Jad vašem v Jeruzalémě v Izraeli. Další památník lze nalézt například v Anielewiczově rodném městě Wyszków. V roce 1955 došlo ve Varšavě k přejmenování ulice Gęsia (v místě někdejšího německého vojenského vězení Gęsiówka) na ulici Mordechaje Anielewicze. Od roku 2013 při ní existuje Muzeum dějin polských Židů. Ulice nesoucí jeho jméno se nacházejí i v dalších městech v Polsku (Grybów, Lubawka), v Nizozemsku (Amsterdam) a jsou hojně rozšířené v Izraeli, kde je lze nalézt mimo jiné ve městech Bat Jam, Beer Ševa, Haifa, Cholon, Jeruzalém, Nes Cijona, Petach Tikva, Rišon le-Cijon a Tel Aviv. V roce 1983 nechala izraelská vláda při příležitosti čtyřicátého výročí úmrtí vydat poštovní dvojznámku k uctění Anielewicze a Josefa Glazmana, coby hrdinů varšavského a vilenského ghetta.
Anielewiczovo jméno nese též několik vzdělávacích institucí. Kromě základní školy v izraelském městě Bat Jam se v tomto státě jedná ještě o Centrum Mordechaje Anielewicze pro studium a výzkum holocaustu (hebrejsky: מורשת – בית עדוּת ע״ש מרדכי אנילביץ׳‎), které u kibucu Ma'anit od roku 1961 provozuje neziskový vzdělávací institut Giv'at Chaviva. V Polsku od roku 1990 existuje na Varšavské univerzitě Centrum studia a výuky židovských dějin a kultury v Polsku Mordechaje Anielewicze (polsky: Centrum Badania i Nauczania Dziejów i Kultury Żydów w Polsce im. Mordechaja Anielewicza).

### Vkultuře
O Anielewiczovi a jeho roli v povstání ve varšavském ghettu vyšla celá řada knih různých žánrů, od biografií a literatury faktu, až po beletrii či science fiction. V případě biografií jde například o publikace Mordechai Anielewicz: Hero of the Warsaw Ghetto Uprising z roku 2001 od Kerryho Callahana nebo Mordechaï Anielewicz: "Non au désespoir" z roku 2010 od Rachel Hausfater, určenou pro mládež. Z množství literatury faktu, věnující se povstání, lze zmínit knihy Resistance: The Warsaw Ghetto Uprising z roku 1998 od Jisra'ele Gutmana, Flags Over the Warsaw Ghetto z roku 2011 od Moše Arense, či Isaac's Army: A Story of Courage and Survival in Nazi-Occupied Poland z roku 2010 od Matthewa Brzezinskiho (synovce Zbigniewa Brzezinskiho). Beletrii zastupuje román Mila 18 z roku 1961 od Leona Urise, jehož hlavní hrdina Andrei Androfsky je založen na osobě Anielewicze, či román Unintended Consequences z roku 1996 od Johna Rosse. Anielewicz je též ústřední postavou knižní sci-fi série Světoválka (v originále Worldwar) a následné Kolonizace (Colonization) autora Harryho Turtledova, pojednávající o alternativní historii.
Anielewiczův životní příběh byl rovněž několikrát zfilmován. V roce 1978 jej v americkém televizním miniseriálu Holocaust ztvárnil herec Murray Salem. Ústřední roli sehrál v americkém televizním filmu Vzpoura z roku 2001 o povstání ve varšavském ghettu, v němž jej zahrál Hank Azaria. Povstání v ghettu se také věnují nejméně tři divadelní hry, a to The Battle of the Warsaw Ghetto od Mortona Wishengrada z roku 1943, The Wall od Millarda Lampella z roku 1960 a To Steal a March on God od Hanny Krallové.
Ve světě počítačových her byla jeho osoba zasazena do RPG hry World of Darkness (konkrétně do herního prostředí Wraith: The Oblivion), kde je vůdcem regionu Shadowlands, který má představovat varšavské ghetto.